# Leptocarpus
Leptocarpus é um género botânico pertencente à família Restionaceae.
1. ↑  «Leptocarpus — World Flora Online». www.worldfloraonline.org. Consultado em 19 de agosto de 2020